# Dominick Farinacci
Dominick Farinacci (Cleveland, 1983. március 3. –) amerikai trombitás, zenekarvezető.

## Pályakép
Farinacci egyike volt annak a tizennyolc zenésznek, aki bekerült a Juilliard School tanulmányi programjába és a befejezésekor elnyerte a legjobbnak járó minősítést (International New Star Award), és a „Disney's New Star Award-ot” is.
Tizenhét évesen fellépett Clevelandben a Jazzfest-en, megnyitva a Wynton Marsalis koncertjét. Néhány hónappal később Marsalis meghívta New Yorkba élő adásban fellépni a Lincoln Centerben Louis Armstrong tiszteletére.
Időközben ösztöndíjas lett a Juilliard Iskolában.2001-ben New Yorkba költözött. Marsalis meghívta egy koncertre a Lincoln Centerbe, amelyet Freddie Hubbard és Lee Morgan tiszteletére rendeztek. Megbízták az M&I Records japán kiadó vezetésével. 2002-ben felvette debütáló albumát. Ezután összesen hat M&I lemezt rögzített.
2006-ban fellépett a washingtoni Kennedy Központban a Dee Dee Bridgewater estjén, aztán a Tanglewood Jazz Fesztiválon. 2008-ban saját együttesével mutatkotott be a Montreal Nemzetközi Jazzfesztiválon. A „Short Stories” című lemezfelvételét a négyszeres Grammy-díjas producer, Tommy LiPuma készítette.

## Lemezei zenekarvezetőként
- 2003: Manhattan Dream
- 2004: Besame Mucho
- 2005: Smile
- 2006: Adoro
- 2006: Say It
- 2009: Visions
- 2009: Lovers, Tales & Dances
- 2011: Dawn of Goodbye
- 2016: Short Stories